# Bodhicharyavatara
De Bodhicharyāvatāra of Bodhisattvacaryāvatāra, in de Nederlandse vertaling 'Het pad van de bodhisattva', is een bekend geschrift uit het Mahayana-boeddhisme. De tekst werd in de achtste eeuw geschreven door Shantideva. Shantideva verbleef toen aan de Nalanda kloosteruniversiteit in Noord India. Shantideva wordt ingedeeld bij latere periode van de prasangika-madhyamikaschool van het Mahayana. In het geschrift deelt Shantideva zijn persoonlijke ervaringen op het pad van de bodhisattva met de lezer.

## Inhoud
De Bodhicharyavatara telt tien hoofdstukken. Er wordt in  uitgelegd hoe bodhicitta (of verlichtingsgeest) kan worden ontwikkeld. Dit ideaal kan bereikt worden door de zes volmaaktheden (paramita's) te beoefenen, te weten vrijgevigheid (dana), moreel gedrag (sila), verdraagzaamheid (ksanti), onvermoeibare ijver (viriya), meditatieve concentratie (samadhi) en wijsheid (prajna). Aan de laatste vier wijdt Santideva een apart hoofdstuk, aan de eerste twee niet; deze worden overal in het hele boek uiteengezet.
In het eerste hoofdstuk legt Santideva uit waarom hij heeft besloten het pad van de bodhisattva te volgen. Bodhicitta heeft ontelbare, onovertroffen kwaliteiten, betoogt hij met een enthousiasme dat grenst aan euforie, en iedereen kan het ontwikkelen.
Het zesde hoofdstuk Paramita van het Geduld (Sanskriet: kṣāntipāramitā) wordt door veel boeddhisten beschouwd als het belangrijkste hoofdstuk van dit geschrift. Hierin beschrijf Santideva de schadelijke gevolgen van de verstorende emoties (klesha’s) hebzucht (raga), aversie of haat (dvesa) en onwetendheid (moha, avijja) en legt uit dat je die kunt overwinnen door geduld te beoefenen.
In de eerste acht hoofdstukken is de tekst devotioneel en praktisch van aard en ook heel levendig en makkelijk toegankelijk. Dat verandert abrupt in het negende hoofdstuk over de perfectie van wijsheid. Eensklaps wordt de toon heel abstract filosofisch. Dat maakt het hoofdstuk bijzonder ontoegankelijk, zeker voor iemand die niet thuis is in de filosofische debatten tussen de verschillende scholen in het oude India. Het hoofdstuk lijkt helemaal los te staan van de rest van de bodhisattvacaryavatara en dat heeft vermoedens doen rijzen dat het later is toegevoegd.
De Bodhicaryavatara wordt beschouwd als een van de grootste meesterwerken uit de religieuze wereldliteratuur. Veel volgelingen van het Tibetaans boeddhisme hebben commentaren geschreven op deze tekst. De veertiende dalai lama Tenzin Gyatso noemde het een bijzonder belangrijke tekst.

## Hoofdstukken
1. De voordelen van de verlichtingsgeest
2. Het bekennen en zuiveren van negativiteit
3. Het opwekken van de verlichtingsgeest
4. Bedachtzaamheid
5. Herinnering en oplettendheid
6. Geduld
7. Enthousiaste volharding
8. Meditatieve concentratie
9. Wijsheid
10. Toewijding

## Verder lezen
- Santideva, De weg tot inzicht. Bodhicaryavatara (1980). Vertaald uit het Sanskriet en ingeleid door Ria Kloppenborg. Uitgeverij Meulenhoff, Amsterdam.
- Santideva, Het Pad van de Bodhisattva, (1993). Vertaald uit het Sanskriet en ingeleid door Ria Kloppenborg, Uitgeverij Dharma, Amsterdam, ISBN 90 73728 08 8
- Acharya Shantideva, Het pad van de bodhisattva-krijger. (2008). Het ondernemen van de beoefeningen van bodhisattva's. Vertaald uit het Tibetaans door Hans van den Bogaert. Emst, Maitreya Uitgeverij, ISBN/EAN: 978 90 71886 38 6
- Shantideva, Bodhicaryavatara Het trainen van de geest in bodhicitta (2024). Vertaald uit het Tibetaans door Jytte Kronig en Anja van de Wege. Uitgeverij Asoka. ISBN 9789056704452.